# Coat of Many Colors (Brandon Lake-album)
A Coat of Many Colors Brandon Lake amerikai zenész negyedik stúdióalbuma, amely a Provident Label Group gondozásában jelent meg 2023. október 20-án.  Az albumon vendégszereplőként közreműködik Benjamin William Hastings.  Az album produceri munkáját Hank Bentley, Jacob Sooter, Joe LaPorta, Jonathan Smith és Micah Nichols végezte. 
Az albumot a Praise You Anywhere, a Count 'Em és a Miracle Child kislemezek előzték meg. A Praise You Anywhere az amerikai Hot Christian Songs lista élére került.  A Count 'Em a 19. helyet érte el,  míg a Miracle Child a 20. helyet érte el a listán.  A Coat of Many Colors dal és a Tear Off the Roof promóciós kislemezként jelentek meg. A címadó dal a 20. helyen végzett a Hot Christian Songs listán, a Tear Off the Roof a 27.-en.
A Coat of Many Colors megjelenése után kereskedelmi sikert aratott, az Egyesült Államokban az első helyen debütált a Billboard Top Christian Albums listáján, az első hetében 9000 eladott albummal. Az album a kilencedik helyen debütált az Egyesült Királyságban a keresztény és gospel albumok hivatalos listáján . A 2024-es GMA Dove Awards díjátadón az album elnyerte a GMA Dove Award Pop/Contemporary Album of the Year díjat.  A Coat of Many Colors albumot jelölték a legjobb kortárs keresztény zenei album kategóriában a 2025-ös Grammy-díjátadón.

## Háttér
2023. április 12-én a Provident Entertainment bejelentette, hogy leszerződtették Lake-et.  Lake két stúdióalbumot adott ki a Providenttel való leszerződés előtt: a House of Miracles-t (2020), amelyen első szóló listavezető dala, a Gratitude is szerepelt, és a Help! -et (2022). 2023. augusztus 30-án Lake bejelentette, hogy a Coat of Many Colors a következő albuma, amely előrendelhetővé vált, és 2023. október 20-án jelent meg. 

## Zene és dalszöveg
Egy People magazinnak adott interjúban Lake megemlítette, hogy az album R&B, keresztény country, rock és pop hangzásokat tartalmaz. Lindsay Williams, a K-Love munkatársa úgy jellemezte az albumot, mint ami „különböző zenei hatásokra támaszkodik. Williams megjegyezte, hogy Lake „a címadó és a nyitó számhoz erőteljes szimbolikát kölcsönöz József bibliai történetéből, a gödörből a palotába vezető narratíva nem szőtt végig az egész albumon”.  Az AllMusic az albumot „modern keresztény worship dalok gyűjteményeként” jellemezte, amelyek dalszövegei a „hit, a család és az élet küzdelmeinek leküzdésének témáit” járják körül.

## Megjelenés és promóció

### Kislemezek
A Praise You Anywhere című dal az album vezető kislemezeként, a hozzá tartozó videoklippel együtt 2023. június 9-én jelent meg. A 2024-es GMA Dove Awards díjátadón ezt jelölték az Év dala és az Év worship dala díjra.
A Count 'Em az album második kislemezeként jelent meg, a hozzá tartozó videoklippel együtt, 2023. augusztus 4-én. A "Count 'Em" a 19. helyet érte el a Billboard Hot Christian Songs listáján. A 2024-es GMA Dove Awards díjátadón a ezt jelölték az Év Rock/Kortárs Felvett Dala díjra.
A „ Miracle Child ” az album harmadik kislemezeként nagy hatással volt az Egyesült Államok keresztény rádióira. 20. helyet ért el a Billboard Hot Christian Songs listáján.

### Promóciós kislemezek
A Coat of Many Colors az album első promóciós kislemezeként jelent meg, a hozzá tartozó videoklippel együtt, 2023. szeptember 8-án. A címadó dal a 20. helyet érte el a Hot Christian Songs listáján.
A „ Tear Off the Roof ” az album második promóciós kislemezeként jelent meg, a hozzá tartozó videoklippel együtt, amelyben A kiválasztottak szereplői és karakterei is szerepelnek, 2023. október 6-án. A dal 27. helyet ért el a Billboard Hot Christian Songs listáján.

## Turné
2023. július 31-én Lake bejelentette, hogy elindul a Coat of Many Colors turnéra az album népszerűsítéséért. A turné késő ősszel és kora télen kezdődött, és Benjamin William Hastings volt a különleges vendége.

## Fordítás
Ez a szócikk részben vagy egészben  a   Coat of Many Colors (Brandon Lake Album című angol Wikipédia-szócikk fordításán alapul.  Az eredeti cikk szerkesztőit annak laptörténete sorolja fel. Ez a jelzés csupán a megfogalmazás eredetét és a szerzői jogokat jelzi, nem szolgál a cikkben szereplő információk forrásmegjelöléseként.